# APLUB
A Associação dos Profissionais Liberais Universitários do Brasil (APLUB) foi uma empresa de previdência privada e capitalização sem fins lucrativos, sediada no Rio Grande do Sul.

## História

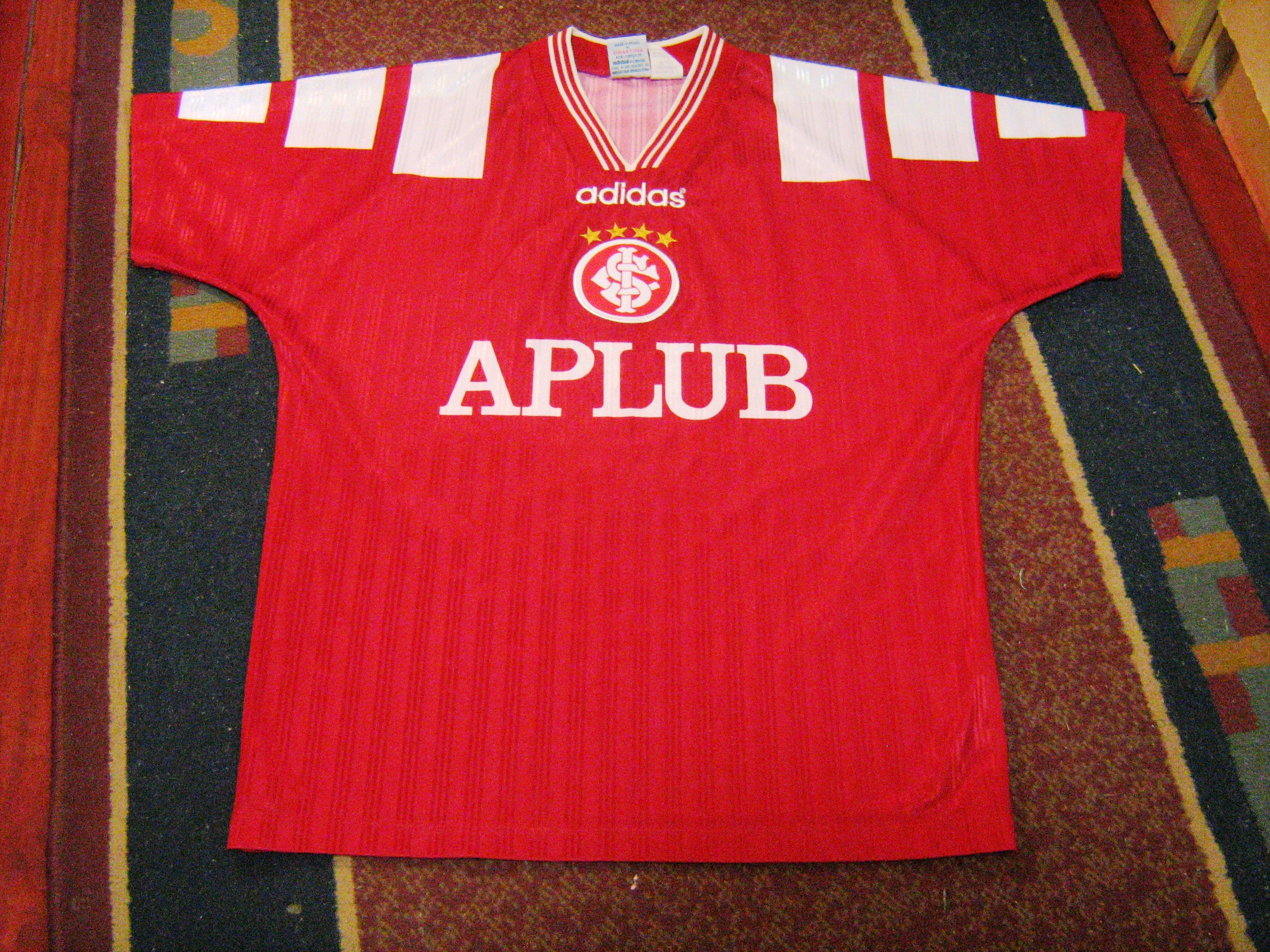
Camisa do S.C. Internacional, com o patrocínio da APLUB, em 1997.

A Associação de Previdência e Assistência aos Profissionais Universitários de Medicina (APLUB) começou a ser idealizada no início da década de 1960 por Rolf Zelmanowicz, professor da Faculdade de Medicina da UFRGS, e seus alunos, sensibilizados pela morte de um colega que deixara a família desamparada. A ideia de se formalizar uma entidade de assistência tomou corpo e ganhou a adesão de muitos profissionais liberais de Porto Alegre, predominantemente médicos, reconhecendo a sua importância social. A fundação ocorreu em 1964, durante uma cerimônia realizada no Salão de Conferências da Faculdade de Medicina, contando com o copatrocínio de 33 entidades de classe e o apoio de 155 sócios-fundadores.

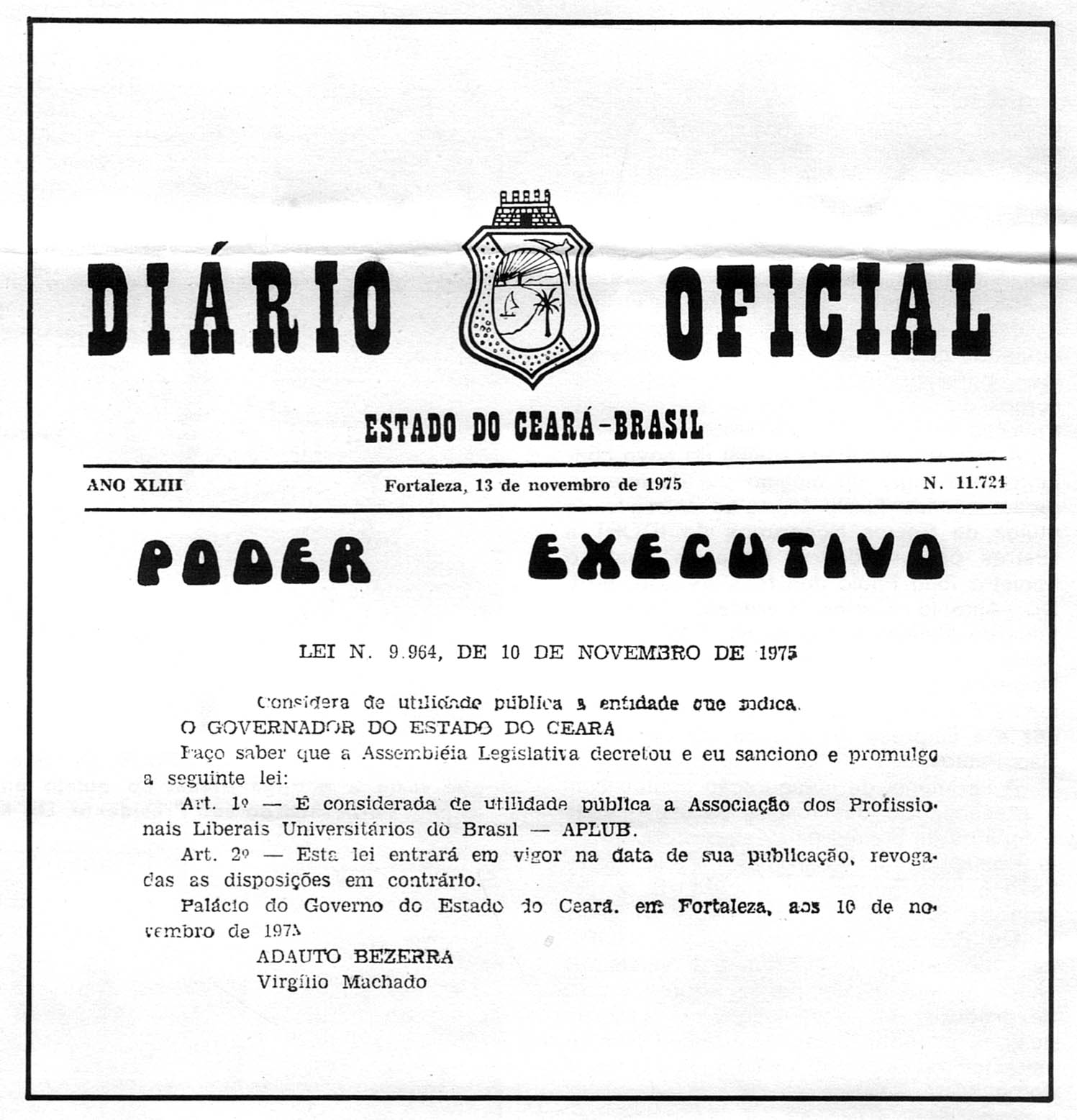
Diário Oficial do Estado do Ceará com a lei estadual nº 9964 de 1975 em que o estado do Ceará considera de utilidade a Associação dos Profissionais Liberais Universitários do Brasil.

A atividade previdenciária da Aplub teve início no ano de 1965, marcando um importante marco com o lançamento dos Planos Geral e Especial. Esses planos englobaram benefícios como renda mensal por sobrevivência, pensão, invalidez e pecúlio, visando atender às diversas necessidades de proteção econômica das famílias e às expectativas dos associados.

## Expansão
Ao longo do tempo, a Aplub introduziu gradualmente outros planos, todos dentro desse conjunto de benefícios. A expansão da organização teve início já no primeiro ano de sua constituição, com a abertura de escritórios em Curitiba e Florianópolis. Em 1968, a inauguração de um escritório no Rio de Janeiro permitiu a ampliação do atendimento para novas áreas, marcando o início de uma presença nacional. Posteriormente, a instalação de escritórios no Norte e Nordeste, seguida por São Paulo e Minas Gerais, consolidou a abrangência da organização em todo o território brasileiro.
A APLUB foi inovadora no conceito de pecúlio em vida, com o lançamento, em 1993, do Vida Aplub, um plano de pecúlio que antecipa o benefício mediante sorteio. Ficou conhecida por patrocinar o Internacional, estampando sua camisa entre 1995 e 1997. Em agosto de 2013, tentou ser incorporada pela Capemisa, mas a união foi desfeita em outubro de 2015, em função da negativa da SUSEP. Poucos meses mais tarde, em dezembro do mesmo ano, a superintendência decretou intervenção na associação, passando a administra-la desde então. 

## Atividades culturais
A APLUB manteve uma pinacoteca que chegou a ter cerca de 800 peças e se tornou a mais importante coleção de arte privada do estado, com peças de alta qualidade dos principais artistas locais, tornando-se um importante componente da programação cultural de Porto Alegre e um valioso subsídio para pesquisadores. A coleção foi aberta ao público em 1975 e permaneceu acessível até 2002, quando suas atividades encerraram. Várias tentativas foram feitas para que o Estado ou o Município encampassem a coleção, mas nenhuma teve sucesso.
A APLUB também desenvolveu outras atividades culturais. A pinacoteca centralizou todo um calendário de eventos, que incluía mostras de curadoria, recitais de música, visitação guiada para escolas e seminários para debates críticos. Além disso, a instituição montou um atelier em Porto Alegre para o artista Ernesto Frederico Scheffel, que permaneceu ativo por oito anos, e abriu um Centro Cultural na década de 1990, encerrado em 2002.

## Falência
Em 2017, um grupo de ex-gestores da associação, formaram a Associação de Defesa da APLUB, e ingressaram na justiça a fim de recuperar as perdas decorrentes da incorporação fracassada. Segundo estes, a associação previdenciária teria sido lesada em mais de R$ 250 milhões.
Em 15 de setembro de 2020, a Vara de Direito Empresarial, Recuperação de Empresas e Falências da Comarca de Porto Alegre aceitou pedido de autofalência da Associação, mas a informação veio a público somente no dia 19 de setembro. O processo, no entanto, atingiria apenas as operações de previdência privada, pois a capitalização, gerida pela APLUB CAP, não está na ação e segue funcionando normalmente. 
No momento, estima-se que a divida da associação aproxima-se dos R$ 700 milhões, enquanto seus ativos somariam R$ 300 milhões, restando algo em torno de R$ 400 milhões a serem cobertos. Em torno de 16 mil contribuintes perderão a assistência, sendo que destes, 6 mil já seriam beneficiários da empresa.
A declaração de falência da APLUB em setembro de 2020 teve repercussões significativas, especialmente para seus ex-segurados. Os administradores judiciais da marca agora estão distribuindo pagamentos a 9.259 credores. Os débitos prioritários, como obrigações trabalhistas e tributárias, foram quitados de acordo com a legislação vigente. O montante disponível para os ex-membros da associação ultrapassa R$ 159 milhões, provenientes do leilão de ativos da massa falida da Aplub.
No entanto, essa quantia cobre apenas 40% de cada obrigação, levantando a possibilidade de insuficiência de recursos para quitar integralmente as dívidas, incluindo as quirografárias, estimadas em R$ 240 milhões. O decreto de falência, na época o maior registrado em Porto Alegre, foi aprovado rapidamente pela Vara de Direito Empresarial, Recuperação de Empresas e Falências da Comarca, ocorrendo menos de 24 horas após a solicitação de autofalência.